# Linia kolejowa Briańsk – Uniecza
Linia kolejowa Briańsk – Uniecza – linia kolejowa w Rosji łącząca stację Briańsk Lgowski ze stacją Uniecza. Zarządzana jest przez region briański Kolei Moskiewskiej (część Kolei Rosyjskich). Jest to fragment linii Briańsk – Homel.
Linia położona jest w obwodzie briańskim. Na całej długości jest niezelektryfikowana (z wyjątkiem stacji Briańsk Lgowski) i jednotorowa.

## Historia
Linia Homel - Briańsk powstała w XIX w. w ramach poleskich dróg żelaznych. Początkowo leżała w Imperium Rosyjskim, następnie w Związku Sowieckim. Od 1991 znajduje się w granicach Rosji.